# Hans Weingartner
Pour les articles homonymes, voir Weingartner.
Hans Weingartner est un auteur, réalisateur et producteur autrichien né le 2 novembre 1977.

## Filmographie

### Réalisation
- 1993 : J-Cam (court métrage)
- 1995 : Der Dreifachstecker (court métrage)
- 1999 : Frank (court métrage)
- 2001 : Das weisse Rauschen
- 2004 : The Edukators (Die fetten Jahre sind vorbei)
- 2007 : Free Rainer (de) (Free Rainer – Dein Fernseher lügt)
- 2009 : Gefährder - segment du film Fragments d'Allemagne (Deutschland 09)
- 2011 : Une cabane au fond des bois (Die Summe meiner einzelnen Teile)
- 2018 : 303

### Production
- 2004 : The Edukators (Die fetten Jahre sind vorbei)
- 2001 : Das weisse Rauschen
- 1999 : Frank